# Penesten
Penesten (altgriechisch πενέστης penéstēs, Pl. πενέσται penéstai, deutsch ‚arme Leute‘) waren im antiken Thessalien Angehörige einer sozialen Schicht von Zinsbauern. Ihre soziale Rolle entsprach etwa der der Heloten in Sparta, die Penesten genossen jedoch größere Freiheiten als diese. Pollux beschreibt ihre Stellung als Mittelding zwischen Freien und Sklaven.
Die Penesten waren die ursprüngliche Bevölkerung der thessalischen Landschaft, die von den einwandernden späteren Thessaliern unterworfen wurden.
Der Begriff leitet sich her von πενητεύειν penēteúein, deutsch ‚arm sein‘.